# Diviš ze Šternberka
Diviš ze Šternberka († před  25. listopadem 1329) byl český šlechtic, který pocházel z moravské větve rodu Šternberků.

## Život
Jeho otcem byl pravděpodobně Albrecht mladší ze Šternberka, po jehož smrti získal rodové statky, zejména hrad a panství Šternberk. Diviš se staral o zalidnění svých držav kolem Staré Libavé a Moravského Berouna, roku 1317 držel léno Mladějovice. V letech 1314 a 1318 se uvádí jako olomoucký purkrabí, v roce 1323 jako cúdař. V letech 1321 až 1323 se uvádí jako svědek v listinách Elišky Rejčky a krále Jana Lucemburského a později v dalších listinách významných moravských rodů. 29. června 1329 daroval klášteru klarisek v Olomouci ves Křelov. 25. listopadu téhož roku se o něm mluví jako o nebožtíkovi.
Jelikož zemřel bez potomků, rodový majetek odkázal svému příbuznému Štěpánu ze Šternberka, který roku 1339 píše, že mu statky připadly dědičně po jeho strýci Divišovi. Proto lze uvažovat i o tom, že Diviš nebyl Albrechtovým synem, ale bratrem. V tom případě by i byl bratrem Zdeslavovým, tudíž opravdu Štěpánovým strýcem. Tuto domněnku podporují i starší rodokomeny.